# Andaluces Levantaos

Isotipo de Andaluces Levantaos

Andaluces Levantaos es una coalición electoral andaluza formada por Andalucía Por Sí (AxSí), Convergencia Andaluza y varios partidos de ámbito municipal andaluces para concurrir a las elecciones al Parlamento de Andalucía de 2022 y Elecciones municipales de 2023 en Andalucía. La alianza tiene como objetivo representar a votantes andalucistas, ecologistas, feministas, ecosocialistas y socialdemócratas.
Inicialmente AxSí había pactado esta coalición con Más País-Equo e Iniciativa del Pueblo Andaluz (IdPA), pero tras un complicado proceso de negociación, en abril de 2022 estas formaciones se acabaron integrando en Por Andalucía junto con IULV-CA, Podemos Andalucía y Alianza Verde. Finalmente, Andaluces Levantaos se presentó a la Junta Electoral como coalición de AxSí, Convergencia Andaluza y varios partidos de ámbito municipal.

## Composición
| Partido                            |
| ---------------------------------- |
| Andalucía Por Sí                   |
| Convergencia Andaluza              |
| Andalucía Entre Todos              |
| Ganemos Chiclana                   |
| Andalucistas Linenses              |
| Cádiz Sí                           |
| Los Barrios 100×100                |
| Foro de Montellano                 |
| Plataforma Andaluza-Foro Ciudadano |
| Juventudes Andalucistas            |

## Resultados electorales
| Comicios | Número de votos | % de votos | Diputados |
| -------- | --------------- | ---------- | --------- |
| 2022     | 11 980          | 0,32       | 0/109     |